# Mary Frances Lyon
Mary Frances Lyon (Norwich, 15 maggio 1925 – Oxfordshire, 25 dicembre 2014) è stata una biologa britannica membro della Royal Society.

## Biografia
La Lyon si è laureata nel 1946 all'Università di Cambridge. Le sue ricerche avevano come oggetto di studio gli effetti delle radiazioni ed altri agenti sulle mutazioni genetiche, come anche il processo di mutazione stesso e la sua applicazione nella medicina.
Nel 1961 descrisse l'inattivazione del cromosoma X, che da lei prenderà il nome di effetto Lyon, spiegando come, nelle femmine di mammifero, uno dei due cromosomi X venga disattivato funzionalmente. La dottoressa Lyon si ritirò dalle ricerche attive nel 1990.
Fu membro della Royal Society, membro estero dell'Accademia Nazionale delle Scienze degli US e membro onorario straniero dell'Accademia Americana delle Arti e delle Scienze. Nel 1997 vinse il Premio Wolf per la medicina. Nel 2004 ricevette il premio per la biologia March of Dimes Prize in Developmental Biology.

## Scritti
- Gene Action in the X-chromosome of the Mouse (Mus musculus L.) Nature 190, 372 - 373 (22 aprile 1961).